# Patna Village
Patna Village es una villa de Trinidad y Tobago, que forma parte de la región de Diego Martín.

## Geografía
La villa abarca parte de la isla Trinidad y limita al norte con North Post, al sur y oeste con Bagatelle y al este con North Post y River Estate.

## Demografía
Datos demográficos de la villa de Patna Village:
| Gráfica de evolución demográfica de Patna Village entre 2000 y 2011 |
|                                                                     |